# Kopparberg
Kopparberg – miejscowość (tätort) w środkowej Szwecji, w regionie Örebro, siedziba władz administracyjnych gminy Ljusnarsberg.
Populacja wynosi 3,2 tys. mieszkańców (2005). Do 1997 roku taką nazwę nosił region Dalarna.